# 102 Dalmatians: Puppies to the Rescue
102 Dalmatians: Puppies to the Rescue — це відеогра, розроблена компанією Toys for Bob і видана Eidos Interactive для Microsoft Windows, PlayStation, Dreamcast та Game Boy Color. Вона заснована на фільмі Disney 102 далматинця.

## Відгуки
102 Dalmatians: Puppies to the Rescue на MobyGames (англ.)
| Агрегатор    | Оцінка    | Оцінка | Оцінка |
| Агрегатор    | Dreamcast | GBC    | PS     |
| ------------ | --------- | ------ | ------ |
| GameRankings |           |        | 76%    |
| Metacritic   | 66/100    |        |        |

| Видання                  | Оцінка    | Оцінка | Оцінка |
| Видання                  | Dreamcast | GBC    | PS     |
| ------------------------ | --------- | ------ | ------ |
| Computer and Video Games | 5/10      |        |        |
| GameSpot                 | 6.7/10    |        | 5.4/10 |
| IGN                      | 7/10      | 6/10   | 7/10   |

На Metacritic, версія для Dreamcast має оцінку 66, що вказує на Змішані і середні відгуки. На GameRankings версія PlayStation має рейтинг 76 %.
Девід Здірко з IGN оцінив версію гри для PlayStation і похвалив озвучення, ролики та міні-ігри, але критикував гру за те, що вона занадто легка. Марк Нікс з IGN оцінив версію для Dreamcast та написав: «Кольори та конструкції будівель є яскравими та блискучими. Невтішно, що дизайнери навіть не змогли синхронізувати губи в сценах розмов». Нікс написав про версію для Game Boy Color: «Рівні різні за дизайном, і так само різні в красі. Хоча це не так яскраво, як може бути зроблено на Game Boy Color, все ж рівні гарні і яскраво намальовані».
Кеті Лу з Daily Radar оцінила графіку та геймплей версії для Game Boy Color.